# 六分儀座12
六分儀座12，又名BD+04 2276，HD 86611、SAO 118041、HR 3945，是六分儀座的一颗恒星，视星等为6.7，位于銀經235.37，銀緯42.64，其B1900.0坐标为赤經9h 54m 31.8s，赤緯+3° 42.64′ 46″。